# Phyllophaga lanceolata
Phyllophaga lanceolata is een keversoort uit de familie bladsprietkevers (Scarabaeidae). De wetenschappelijke naam van de soort is voor het eerst geldig gepubliceerd in 1824 door Say.